# What If (píseň, Dina Garipova)
"What If" je píseň ruské zpěvačky tatarského původu Diny Garipové. Píseň napsali Gabriel Alares, Joakim Björnberg a Leonid Gutkin. Dina Garipova reprezentovala s touto písní Rusko na Eurovision Song Contest 2013, konané ve švédském Malmö. Píseň se kvalifikovala z 1. semifinále soutěže 14. května 2013 a umístila se na 5. místě ve finálovém klání 18. května 2013 s celkovými 174 body.

## Seznam stop
Digitální stažení
1. What If – 3:04
2. What If (karaoke verze) – 3:05

## Umístění v žebříčcích
| Žěebříčky                             | Nejlepší pozice |
| ------------------------------------- | --------------- |
| Německo (Media Control Charts)        | 78              |
| Nizozemsko (Mega Single Top 100)      | 51              |
| Švýcarsko (Swiss Music Charts)        | 75              |
| Spojené království (UK Singles Chart) | 161             |
| Belgie (Ultratip Flanders)            | 59              |